# CYP4A22
CYP4A22‏ (Cytochrome P450 family 4 subfamily A member 22) هوَ بروتين يُشَفر بواسطة جين CYP4A22 في الإنسان.